# Julián Bastinos
Julián Bastinos Estivill (Barcelona, 1852-El Cairo, 1918) fue un pintor, grabador y dibujante español.

## Biografía
Su nacimiento se ha datado en 1852. Natural de Barcelona, fue discípulo de la Escuela de dicha ciudad y de la de París. Dedicado preferentemente al dibujo sobre madera, tomó parte activa en las publicaciones dedicadas a la infancia, de su padre y hermano, conocidos editores catalanes. En el catálogo de la editorial familiar, Casa Bastinos, figuran numerosos trabajos de Julián Bastinos, especialmente en sus alfabetos y en el Museo de Historia natural, entre otras publicaciones. También fue autor de algunas acuarelas que sirvieron para hacer los cromos de los Niños de la Biblia, y otros trabajos de esta índole y cuadros al óleo que conservaba su familia. Falleció en 1918 en El Cairo.